# Military Surface Deployment and Distribution Command

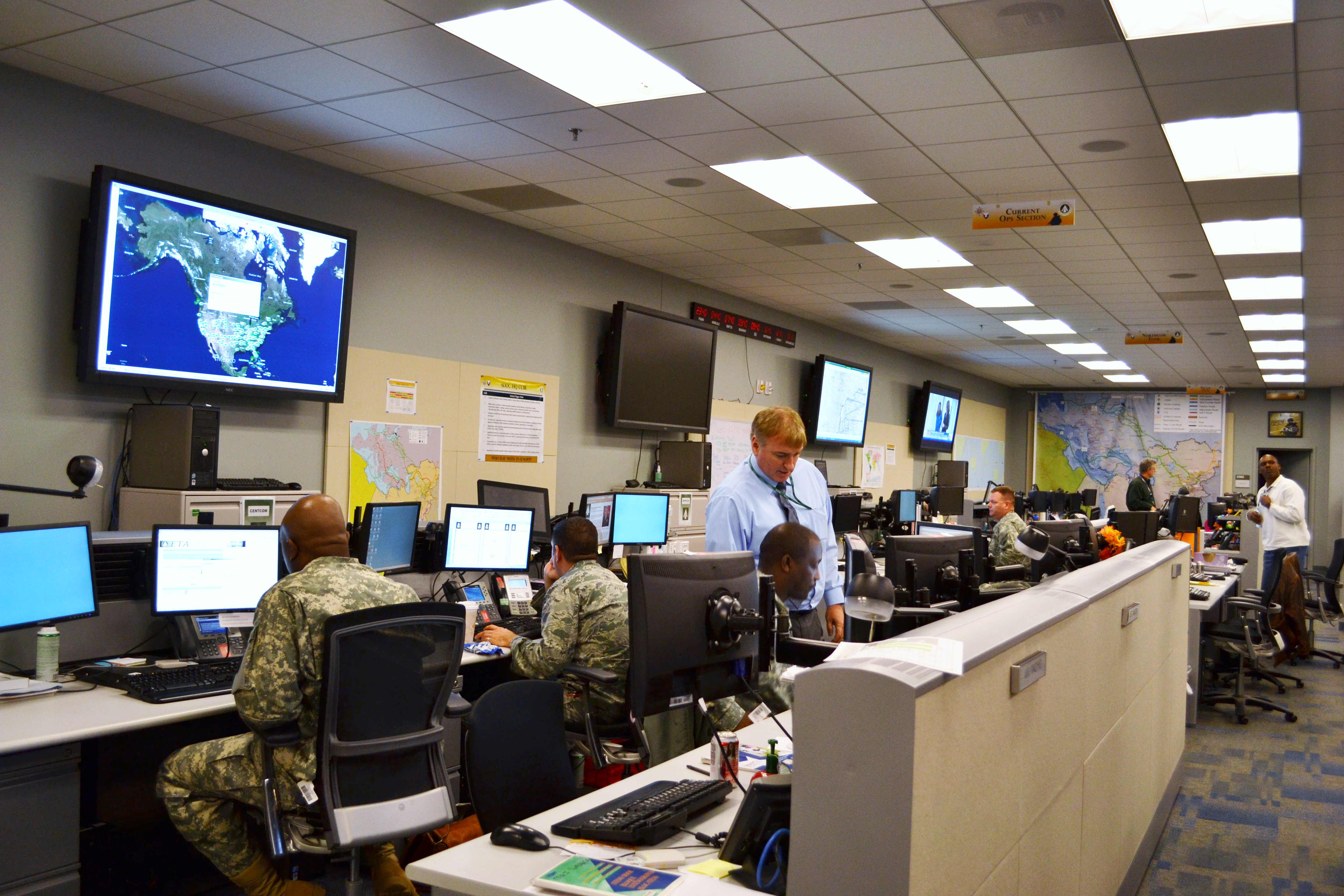
Centro di coordinamento delle operazioni dello SDDC

Lo United States Army Military Surface Deployment and Distribution Command è un comando dell'Esercito degli Stati Uniti responsabile di tutte le sue unità di schieramento globale e distribuzione materiali. Il suo quartier generale è situato presso la Scott Air Force Base, Illinois.

## Funzione
I Transportation Battalion sono unità sotto il comando e controllo delle Transportation Brigade. Sono designati per condurre il dispiegamento in superficie, la distribuzione e le operazioni nei terminal portuali nelle loro aree di responsabilità assegnate.
In particolare il battaglione:
- Pianifica, stabilisce e conduce operazioni portuali che includono la ricezione di cargo, l'allestimento, la pianificazione del carico e le operazioni di carico/scarico dalle navi o dagli aerei;
- Comanda e controlla le squadre di gestione terminale ingaggiate per la supervisione e la gestione delle operazioni eseguite da personale civile ai porti di sbarco aerei e marittimi (APOD e SPOD);
- Fornisce un quadro operativo comune portuale
- Serve come manager singolo portuale di una struttura strategica
- Sostiene le operazioni di apertura di porti.

## Organizzazione
Al gennaio 2023 il comando controlla le seguenti unità:
- Transportation Engineering Agency
- Deployment Support Command
- 595th Transportation Brigade, Camp Arifjan, Kuwait - CENTCOM
  - 831st Transportation Battalion (-), Manama, Bahrain
    - Detachment 1

  - 840th Transportation Battalion (-), Kuwait
    - Detachment 1
- 596th Transportation Brigade, Sunny Point, Carolina del Nord - NORTHCOM e SOUTHCOM - Provvede alla distribuzione terminale di munizioni.
  - 833rd Transportation Battalion, Joint Base Lewis-McChord, Washington
  - 834th Transportation Battalion, Concord, California
- 597th Transportation Brigade, Joint Base Langley-Eustis, Virginia - NORTHCOM
  - 832nd Transportation Battalion (-), Joint Base Langley-Eustis, Virginia
    - Rapid Port Opening Element
    - Detachment 1

  - 841st Transportation Battalion, Charleston, Carolina del Sud
  - 842nd Transportation Battalion, Beaumont, Texas
- 598th Transportation Brigade, Sembach, Germania - USEUCOM, USAFRICOM
  - 838th Transportation Battalion (-), Kaiserslautern, Germania
    - Detachment 1, Azzorre, Portogallo
    - Detachment 2, Rotterdam, Paesi Bassi
    - Detachment 3, Grecia
    - Detachment 4, Germersheim, Germania
    - Detachment 5, Mildenhall, Inghilterra
    -  950th Transportation Company, Brema, Germania

  - 839th Transportation Battalion (-), Livorno, Italia
    - Detachment 1, Izmir, Turchia
- 599th Transportation Brigade, Wheeler Army Airfield, Hawaii - USPACOM
  - 835th Transportation Battalion (-), Okinawa, Giappone
    - Detachment 1, Singapore

  - 836th Transportation Battalion (-), Yokohama, Giappone
    - Detachment 1, Fort Richardson, Alaska
    - Detachment 2, Guam

  - 837th Transportation Battalion, Busan, Corea del Sud